# Схоплювальні вузли

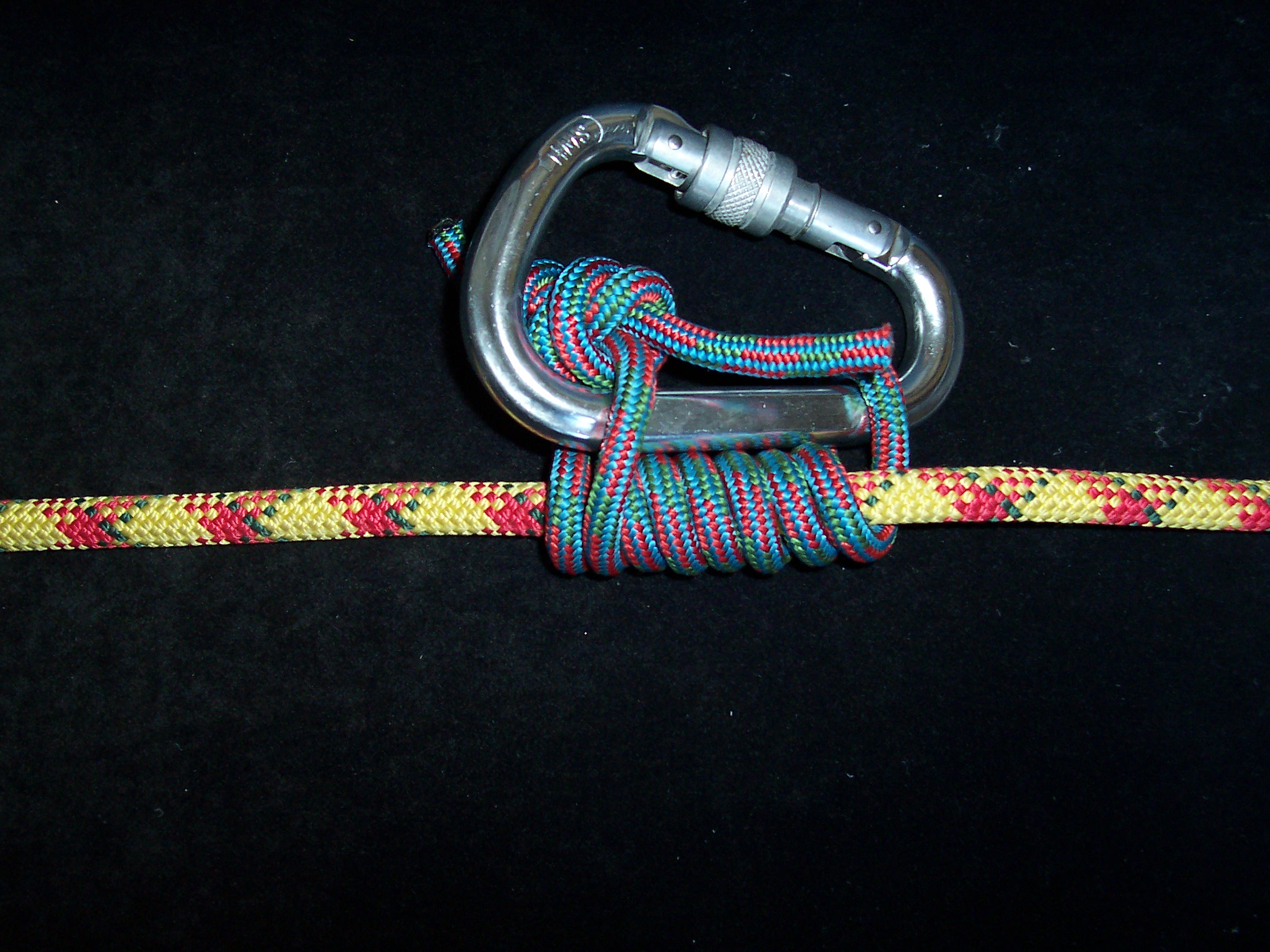

Схоплювальні вузли — це спеціальні рухомі вузли, застосовувані в альпінізмі, скелелазінні і спелеотуризмі. Призначені для автоматичної фіксації на мотузки при зриві. Можуть застосовуватися для натягу мотузки (поліспаст), для верхньої страховки, для самостраховки на вертикальній мотузці, при підйомі (працює як жумар), спуску (дюльфером) та ін.
Зазвичай схоплювальні вузли в'яжуться із замкнутої петлі репшнура. При зав'язуванні схоплюючих вузлів їх потрібно ретельно розправляти і підтягти, оскільки можливе прослизання схоплюючого вузла, що небезпечно тим, що тепло, що виділяється при терті, може розплавити репшнур. Іноді розплавлений репшнур доводиться різати ножем. При сильному ривку схоплюючий вузол може зруйнувати оплетку основний мотузки.
Імовірність прослизання залежить також від співвідношення діаметрів основної мотузки і репшнура. Чим це відношення більше, тим краще працює схоплює вузол. Впливає на прослизання і конструкція і матеріал мотузок.
Важливо: Треба знати, що схоплюючі вузли не розраховані на динамічний ривок.
Також треба бути обережним при організації поліспаста, так як зафіксовано багато випадків, коли через лопнувший репшнур мотузка або карабіни травмували альпіністів.

## Основні схоплюючі вузли
- Прусик
- Австрійський схоплювальний вузол
- Вузол Бахмана
- Вузол УПІ (Уральського Політехнічного інституту)
- Вузол Гарда
- Несиметричний схоплювальний вузол